# 韓正煥
韓正煥（韓語：한정환），韓國電視劇導演。

## 作品列表

### 電視劇
- 2003年：SBS《窈窕淑女》
- 2005年：SBS《我的愛Toram》
- 2006年：SBS《回來吧順愛》
- 2009年：SBS《不要猶豫》
- 2011年：SBS《我的愛在我身邊》

### 製作作品
- 2015年：SBS《上流社會》

### 總製作人作品
- 2013年：SBS《錢的化身》
- 2013年：SBS《出生的祕密》
- 2013年：SBS《結婚的女神》
- 2013年：SBS《兩個女人的房間》
- 2013年：SBS《結三次婚的女子》
- 2013年：SBS《溫暖的一句話》
- 2014年：SBS《神的禮物－14天》
- 2014年：SBS《只屬於我的你》
- 2014年：SBS《異鄉人醫生》
- 2014年：SBS《誘惑》
- 2014年：SBS《清潭洞醜聞》
- 2014年：SBS《Punch》
- 2015年：SBS《六龍飛天》
- 2016年：SBS《大撲》
- 2016年：SBS《Doctors》
- 2016年：SBS《月之戀人－步步驚心：麗》
- 2018年：SBS《能先接吻嗎?》
- 2018年：SBS《雖然30但仍17》
- 2018年：SBS《福秀回來了》
- 2019年：SBS《熱血祭司》

### 企劃作品
- 2016年：SBS《浪漫醫生金師傅》
- 2017年：SBS《被告人》
- 2017年：SBS《操作》
- 2017年：SBS《愛情的溫度》

## 外部連結
- NAVER （页面存档备份，存于）